# طواف ماليزيا 2007
طواف ماليزيا 2007 هو سباق دراجات هوائية أقيم بتاريخ 6–12 يناير 2007، تكون السباق من 7 مراحل وامتدّ لمسافة 863.8 كم، استغرق السباق 18 ساعة 36 دقيقة 09 ثانية.